# Behzinga
Ethan Leigh Payne (født d. 20. juni 1995), bedre kendt under onlinenavnet Behzinga, er en britisk youtuber, som er mest kendt for at være medlem af YouTuber-gruppen The Sidemen.

## Karriere
Payne lavede sin YouTube-kanal i 2012. I starten producerede han hovedsageligt videoer om spillende FIFA og Call of Duty.
Behzinga var i oktober 2013 en af de grundlæggende medlemmer af The Ultimate Sidemen, hvilke var gruppen som senere udviklede sig til bare The Sidemen.
I 2020 var Behzinga med til at producere en dokumentarserie om sig selv, ved navn How to Be Behzinga. I denne serie fyldte hans mentale helbred, samt problemer med overvægt og alkoholisme meget. Behzinga har sidenhen været involveret i aktivisme omkring mentalt helbred.